# Desa Bungursari (administrativ by i Indonesien, lat -6,48, long 107,48)
Desa Bungursari är en administrativ by i Indonesien.   Den ligger i provinsen Jawa Barat, i den västra delen av landet, 80 km öster om huvudstaden Jakarta.